# Alyson Hannigan
Alyson Lee Hannigan (Washington, 1974. március 24. –) amerikai színésznő.
Ismertebb televíziós szerepei közé tartozik Willow Rosenberg a Buffy, a vámpírok réme (1997–2003), valamint Lily Aldrin az Így jártam anyátokkal (2005–2014) című televíziós sorozatban. Az Amerikai pite filmekben (1999–2012) Michelle Flahertyt alakította.

## Gyermekkora és családja
Édesanyja Emilie Posner ingatlanügynök és édesapja Al Hannigan kamionsofőr egyedüli gyermekeként Alyson Washingtonban született. Szülei kétéves korában elváltak, édesanyjával Atlantába költöztek.

## Színészi pályafutása

### Kezdetek
Már kisbabaként és négyéves korában is szerepelt néhány reklámfilmben, azonban 1985-ben, Los Angelesbe költözése után kezdte hivatalosan színészi karrierjét. Édesanyjával élt, a North Hollywood High Schoolba járt középiskolába, gyakran járt meghallgatásokra, édesapját Santa Barbarában látogatta. A középiskola után a northridge-i California State Universityre járt egyetemre.
Alyson élete első komolyabb lehetőségét tizenhárom évesen, 1988-ban kapta, amikor az alkotók rá osztották Dan Aykroyd lányának szerepét a Marslakó a mostohám című sci-fi vígjátékban. Majd első állandó szerepét a Free Spirit című, rövid életű sorozatban kapta.

### Az áttörés után (1997–)
1997-ben, 23 évesen jelentkezett Willow Rosenberg szerepére a Buffy, a vámpírok réme című tévésorozatba. A sorozat sikeres lett, Alyson sorban kapta az elismeréseket. Később szerepelt olyan filmekben, mint az Amerikai pite, az Amerikai pite 2., a Pasik és csajok és az Amerikai pite: Az esküvő. Időközben a Buffy 2003-ban véget ért, Alyson epizódonként már 250 ezer dollárt keresett. Néhány rész erejéig vendégszerepet kapott a Buffy spin-offjában, az Angelben, ahol szintén Willow-t játszotta.
2004-ben bemutatkozott a londoni West End-en a Harry és Sally színpadi előadásában.
2005-től újra főszereplőként tért vissza a képernyőre, az Így jártam anyátokkal című szituációs komédiában Lily Aldrint alakította, 2014-ig.
2006-ban a Csajozós filmben, a romantikus filmek paródiájában szerepelt. 2009-ben a The Goode Family című animációs szitkomban kapott vendégszerepet, majd 2012-ben az Amerikai pite: A találkozó című filmben tért vissza Michelle szerepében.

## Magánélete

Férjével, Alexis Denisoffal

2003. október 11-én feleségül ment Alexis Denisof amerikai színészhez, akivel a Kalifornia állambeli Santa Monica-n vettek közös házat. A pár 2008. október 22-én jelentette be, hogy közös gyermeket várnak. Alyson 2009. március 24-én, a 35. születésnapján adott életet első lányuknak, aki a Satyana Marie Denisof nevet kapta.
2012. május 23-án született meg a második kislányuk, Keeva Jane Denisof. Hannigan és férje a keresztszülei Joss Whedon fiának, Ardennek.

## Filmográfia

### Film
| Év   | Magyar cím                 | Eredeti cím               | Szerep                       | Magyar hang     |
| ---- | -------------------------- | ------------------------- | ---------------------------- | --------------- |
| 1986 |                            | Impure Thoughts           | Patty Stubbs                 |                 |
| 1988 | Marslakó a mostohám        | My Stepmother Is an Alien | Jessie Mills                 | Somlai Edina    |
| 1988 | Marslakó a mostohám        | My Stepmother Is an Alien | Jessie Mills                 | Mánya Zsófia    |
| 1998 | Egy hulla a szobatársam    | Dead Man on Campus        | Lucy                         |                 |
| 1999 | Amerikai pite              | American Pie              | Michelle Flaherty            | Simonyi Piroska |
| 2000 | Pasik és csajok            | Boys and Girls            | Betty                        |                 |
| 2001 | Amerikai pite 2.           | American Pie 2            | Michelle Flaherty            | Simonyi Piroska |
| 2001 |                            | Beyond the City Limits    | Lexi                         |                 |
| 2003 | Amerikai pite: Az esküvő   | American Wedding          | Michelle Flaherty            | Simonyi Piroska |
| 2006 | Csajozós film              | Date Movie                | Julia Jones                  | Murányi Tünde   |
| 2011 | Szemenszedett boldogság    | Love, Wedding, Marriage   | Courtney                     |                 |
| 2012 | Amerikai pite: A találkozó | American Reunion          | Michelle Flaherty-Levenstein | Závodszky Noémi |
| 2016 |                            | Do You Take This Man      | Rachael                      |                 |
| 2018 | Te lehetsz a gyilkos       | You Might Be the Killer   | Chuck                        |                 |
| 2021 | Flora & Odüsszeusz         | Flora & Ulysses           | Phyllis Buckman              |                 |

### Televízió
| Év        | Magyar cím             | Eredeti cím                       | Szerep                                 | Megjegyzések                                                 |
| --------- | ---------------------- | --------------------------------- | -------------------------------------- | ------------------------------------------------------------ |
| 1989–1990 |                        | Free Spirit                       | Jessie Harper                          | 14 epizód                                                    |
| 1990      | Roseanne               | Roseanne                          | Jan                                    | 1 epizód                                                     |
| 1991      | Cseregyerekek          | Switched at Birth                 | Gina Twigg (13–16 évesen)              | tévéfilm                                                     |
| 1993      | Torkelsonék            | The Torkelsons / Almost Home      | Samantha                               | 2 epizód                                                     |
| 1994      | Angyali érintés        | Touched by an Angel               | Cassie Peters                          | 1 epizód                                                     |
| 1995      | Az idegen, akivel élek | The Stranger Beside Me            | Dana                                   | - tévéfilm - magyar hangja: - Vadász Bea                     |
| 1996      |                        | A Case for Life                   | Iris                                   | tévéfilm                                                     |
| 1996      | Szemérmetlen csábítás  | For My Daughter's Honor           | Kelly                                  | tévéfilm                                                     |
| 1996      | Kisvárosi rejtélyek    | Picket Fences                     | Peggy Patterson                        | 1 epizód                                                     |
| 1996      |                        | Friends for Life                  | Emma Daniels                           | próbaepizód                                                  |
| 1997–2003 | Buffy, a vámpírok réme | Buffy the Vampire Slayer          | Willow Rosenberg                       | - 144 epizód - magyar hangja: - Szénási Kata - Vadász Bea    |
| 1999      |                        | Hayley Wagner, Star               | Jenna Jakes                            | tévéfilm                                                     |
| 1999–2000 | Kutya legyek…          | 100 Deeds for Eddie McDowd        | Gigi (hangja)                          | 2 epizód                                                     |
| 2000      | A Thornberry család    | The Wild Thornberrys              | Gerda (hangja)                         | 1 epizód                                                     |
| 2001–2003 | Angel                  | Angel                             | Willow Rosenberg                       | 3 epizód                                                     |
| 2002–2003 | Fecsegő tipegők        | Rugrats                           | Cynthia P.I. / fiatal Starlet (hangja) | 2 epizód                                                     |
| 2004      | Azok a 70-es évek show | That '70s Show                    | Suzy Simpson                           | 2 epizód                                                     |
| 2004      | Texas királyai         | King of the Hill                  | Stacey Gibson (hangja)                 | 1 epizód                                                     |
| 2004      |                        | In the Game                       | ismeretlen szerep                      | próbaepizód (nem került adásba)                              |
| 2004      |                        | Americana                         | Andrea                                 | próbaepizód                                                  |
| 2005–2006 | Veronica Mars          | Veronica Mars                     | Trina Echolls                          | 3 epizód                                                     |
| 2005–2014 | Így jártam anyátokkal  | How I Met Your Mother             | Lily Aldrin                            | - főszereplő (206 epizód) - magyar hangja: - Závodszky Noémi |
| 2009      |                        | The Goode Family                  | Michelle (hangja)                      | egy epizód                                                   |
| 2011      | A Simpson család       | The Simpsons                      | Melody (hangja)                        | egy epizód                                                   |
| 2011–2013 | Amerikai fater         | American Dad!                     | Chelsea / földműves lánya (hangja)     | 2 epizód                                                     |
| 2011–2018 | Robotcsirke            | Robot Chicken                     | több szereplő hangja                   | 2 epizód                                                     |
| 2014      |                        | More Time with Family             | Cindy Rizzo                            | próbaepizód                                                  |
| 2014      | Szófia hercegnő        | Sofia the First                   | Winter (hangja)                        | 1 epizód                                                     |
| 2014      |                        | The McCarthys                     | Pam                                    | 1 epizód                                                     |
| 2016      |                        | The First Wives Club              | Maggie                                 | próbaepizód                                                  |
| 2016–2019 |                        | Penn & Teller: Fool Us            | önmaga (házigazda)                     | 49 epizód                                                    |
| 2018      |                        | Man of the House                  | Jessie                                 | próbaepizód                                                  |
| 2018–2019 | Fancy Nancy Clancy     | Fancy Nancy                       | Claire Clancy (hangja)                 | 26 epizód                                                    |
| 2019      | Kis tini hős           | Kim Possible                      | Ann Possible                           | tévéfilm                                                     |
| 2019      |                        | Pure                              | Esther Dunkel                          | 2 epizód                                                     |
| 2019      |                        | Abducted: The Mary Stauffer Story | Mary Stauffer                          | tévéfilm                                                     |
| 2020–2021 |                        | Outrageous Pumpkins               | önmaga (házigazda)                     | 8 epizód                                                     |
| 2020      |                        | Girl Scout Cookie Championship    | önmaga (házigazda)                     | 4 epizód                                                     |
| 2020      | Zsenik közt            | Outmatched                        | Annabeth                               | 1 epizód                                                     |
| 2021      |                        | Martha Gets Down and Dirty        | önmaga                                 | 1 epizód                                                     |
| 2021      |                        | Adorableness                      | önmaga                                 | versenyző                                                    |
| 2023      | Dr. Doogie             | Doogie Kameāloha, M.D.            | Dawn                                   | 1 epizód                                                     |
| 2023      | Hivatali hajsza        | Office Race                       | Pat                                    | - tévéfilm - magyar hangja: - Nádorfi Krisztina              |
| 2023      |                        | Dancing with the Stars            | versenyző                              | 32. évad (11 epizód)                                         |
| 2024      | Győzd le Bobby Flayt!  | Beat Bobby Flay                   | versenyző                              | 1 epizód                                                     |

## Díjak és jelölések
| Év   | Díj                    | Kategória                                        | Jelölt mű              | Eredmény |
| ---- | ---------------------- | ------------------------------------------------ | ---------------------- | -------- |
| 2001 | Szaturnusz-díj         | Legjobb televíziós női mellékszereplő            | Buffy, a vámpírok réme | Jelölve  |
| 2002 | Szaturnusz-díj         | Legjobb televíziós női mellékszereplő            | Buffy, a vámpírok réme | Jelölve  |
| 2003 | Szaturnusz-díj         | Legjobb televíziós női mellékszereplő            | Buffy, a vámpírok réme | Elnyerte |
| 2003 | Satellite Award        | legjobb női mellékszereplő televíziós sorozatban | Buffy, a vámpírok réme | Jelölve  |
| 2010 | People's Choice Awards | kedvenc női vígjátékszínész                      | Így jártam anyátokkal  | Elnyerte |
| 2011 | People's Choice Awards | kedvenc női vígjátékszínész                      | Így jártam anyátokkal  | Jelölve  |

## Fordítás
- Ez a szócikk részben vagy egészben  az   Alyson Hannigan című angol Wikipédia-szócikk fordításán alapul.  Az eredeti cikk szerkesztőit annak laptörténete sorolja fel. Ez a jelzés csupán a megfogalmazás eredetét és a szerzői jogokat jelzi, nem szolgál a cikkben szereplő információk forrásmegjelöléseként.